# Страшимир Мачев
Страшимир Стефанов Мачев е български сценограф.

## Биография
Роден е в Белово на 13 юли 1892 г. От 1907 до 1910 г. учи декорация в Художествената академия в София при проф. Харалампи Тачев. През 1910 г. започва работа като художник-изпълнител в Народния театър. Проектант е на оперетни постановки в Кооперативния театър и в театър „Одеон“. Прави декори за професионални и любителски театри в България. Работи и като сценограф в операта. Същевременно с това се занимава и с рисуване на карикатури. Почива на 12 декември 1950 г. в София.